# 부산 중구의 국회의원
다음은 부산 중구의 국회의원에 대한 설명이다.

## 행정구역 변천
- 1957년 1월 1일 경상남도 부산시 중구 설치
- 1963년 1월 1일 부산직할시 중구
- 1995년 1월 1일 부산광역시 중구

## 부산 중구의 역대 국회의원 일람
| 대수         | 이름               | 소속정당   | 임기                               | 선거구역                         |
| ------------ | ------------------ | ---------- | ---------------------------------- | -------------------------------- |
| 제4대        | 김응주(金應柱)     | 민주당     | 1958년 5월 31일 - 1960년 7월 28일  | 부산시 중구 일원(제1선거구)      |
| 제5대 민의원 | 김응주(金應柱)     | 민주당     | 1960년 7월 29일 - 1961년 5월 16일  | 부산시 중구 일원(제1선거구)      |
| 제6대        | 조시형(趙始衡)     | 민주공화당 | 1963년 12월 17일 - 1967년 6월 30일 | 중구 일원(제1선거구)             |
| 제7대        | 김응주(金應柱)     | 신민당     | 1967년 7월 1일 - 1971년 6월 30일   | 중구 일원(제1선거구)             |
| 제8대        | 김응주(金應柱)     | 신민당     | 1971년 7월 1일 - 1972년 10월 17일  | 중구 일원(제1선거구)             |
| 제9대        | 김상진(金相鎭)     | 신민당     | 1973년 3월 12일 - 1979년 3월 11일  | 중구·영도구 일원(제1선거구)      |
| 제9대        | 신기석(申基碩)     | 민주공화당 | 1973년 3월 12일 - 1979년 3월 11일  | 중구·영도구 일원(제1선거구)      |
| 제10대       | 예춘호(芮春浩)     | 무소속     | 1979년 3월 12일 - 1980년 7월 4일   | 중구·영도구 일원(제1선거구)      |
| 제10대       | 김상진(金相鎭)     | 신민당     | 1979년 3월 12일 - 1980년 10월 27일 | 중구·영도구 일원(제1선거구)      |
| 제11대       | 왕상은(王相殷)     | 민주정의당 | 1981년 4월 11일 - 1985년 4월 10일  | 중구·동구·영도구 일원(제1선거구) |
| 제11대       | 안건일(安健一)     | 민주한국당 | 1981년 4월 11일 - 1985년 4월 10일  | 중구·동구·영도구 일원(제1선거구) |
| 제12대       | 김정길(金正吉)     | 민주한국당 | 1985년 4월 11일 - 1988년 5월 29일  | 중구·동구·영도구 일원(제1선거구) |
| 제12대       | 박찬종(朴燦鍾)     | 신한민주당 | 1985년 4월 11일 - 1988년 5월 29일  | 중구·동구·영도구 일원(제1선거구) |
| 제13대       | 김광일(金光一)     | 통일민주당 | 1988년 5월 30일 - 1992년 5월 29일  | 중구 일원                        |
| 제14대       | 정상천(鄭相千)     | 민주자유당 | 1992년 5월 30일 - 1996년 5월 29일  | 중구 일원                        |
| 제15대       | 정의화(鄭義和)     | 신한국당   | 1996년 5월 30일 - 2000년 5월 29일  | 중구·동구 일원                   |
| 제16대       | 정의화(鄭義和)     | 한나라당   | 2000년 5월 30일 - 2004년 5월 29일  | 중구·동구 일원                   |
| 제17대       | 정의화(鄭義和)     | 한나라당   | 2004년 5월 30일 - 2008년 5월 29일  | 중구·동구 일원                   |
| 제18대       | 정의화(鄭義和)     | 한나라당   | 2008년 5월 30일 - 2012년 5월 29일  | 중구·동구 일원                   |
| 제19대       | 정의화(鄭義和)     | 새누리당   | 2012년 5월 30일 - 2016년 5월 29일  | 중구·동구 일원                   |
| 제20대       | 김무성(金武星)     | 새누리당   | 2016년 5월 30일 - 2020년 5월 29일  | 중구·영도구 일원                 |
| 제21대       | 황보승희(皇甫承希) | 미래통합당 | 2020년 5월 30일 - 2024년 5월 29일  | 중구·영도구 일원                 |
| 제22대       | 조승환(趙承煥)     | 국민의힘   | 2024년 5월 30일 -                  | 중구·영도구 일원                 |

## 같이 보기
- 부산시의 국회의원
- 부산 영도구의 국회의원
- 부산 동구의 국회의원
- 부산 서구의 국회의원
- 중구·동구 (부산 선거구)
- 중구·영도구